# ワルター・アーベントロート
ワルター・フェードル・ゲオルク・アーベントロート(ドイツ語：Walter Fedor Georg Abendroth、1896年5月29日-1973年9月30日)はドイツの作曲家、雑誌編集者、音楽文筆家。ハノーファー生まれ、バイエルン州のフィッシュバッハウで没。

## 生涯
測量士の子として姉・弟とともにハノーファーで育ち、1907年からベルリンで暮らした。学生の頃にルドルフ・シュタイナーに出会い、その人智学に深く影響を受け、人生において様々な形で携わった。1914年からミュンヘンで絵画と音楽を学んだが、1916年、徴兵され、第一次世界大戦に従軍した。
戦後の1918年から「遍歴時代」に入り、1920年、ゲッティンゲンで結婚し、その後、イェーナ、ハンブルク、ケルンに住み、1930年にベルリンに戻った。この間にほぼ独習で音楽を学び、フリーの作曲家、音楽批評家となった。1930年から1934年まで、「一般音楽新聞」(Allgemeine Musikzeitung)の編集長を務め、同じ時期にはベルリンの地方紙「ベルリーナー・ロカール・アンツァイガー」の編集部でも勤務している。
ナチスの政権掌握後、1934年から1944年まで上述「ベルリーナー・ロカール・アンツァイガー」の編集長を務めた。1934、雑誌「音楽」(Die Musik)誌上で、ナチスの文化政策に賛同する記事を発表し、当時の新音楽の潮流に対し、「打算とジョークを旨とする民族敵対的な破壊意志により、文化の本体に対して接種された腐敗細菌」と断罪した。1939年、雑誌「ドイツの民族性」(Deutsches Volkstum)誌上に反ユダヤ的な扇動記事を執筆し、ユダヤ人の知性とは「支配の実行を目的とした単なる手段」に過ぎず、それは「効果てきめんな破壊道具」であり、「被支配諸民族を無力な階級へと細分化する爆薬である」と表現した。
第二次世界大戦後は再びハンブルクに住み、妻ヒルデ（旧姓シュレーグル）と再婚。1955年からはミュンヘンで暮らした。1948年から1955年まで、高級紙「ディー・ツァイト」の文芸欄編集長を務めた。
作曲家ハンス・プフィッツナー(1869-1949)の伝記執筆(1935)と全集刊行でとりわけ傑出した仕事を成し遂げた。
アーベントロート自身の執筆史料はライプツィヒのザクセン州立古文書館に保管されている。

## 芸術創作
音楽批評や音楽文筆の活動以外では、作曲家として5つの交響曲を作曲した他、数多くの協奏曲、歌曲、室内楽曲を残している。作曲スタイルとしては、伝統的な音楽形式の発展に尽力するとともに、これを20世紀的な音楽表現形式と融合することを目指していた。

## 主な作曲
- 大オーケストラのための3楽章のシンフォニエッタ(1924年頃)
- 小さな管弦楽音楽(1940年、カール・ベームの指揮で世界初演)
- ヴィオラと管弦楽のための協奏曲
- 交響曲第1番(1941年、パウル・ファン・ケンペンの指揮で世界初演)
- 管弦楽のための協奏曲(1943年、世界初演)
- 2手のピアノのためのソナタ変ロ長調Op.15

## 著作

### 単著
- 1935：『ハンス・プフィッツナー』[Hans Pfitzner, München 1935 (Nachdruck Kiefer & Albers, Aachen 1981)].
- 1937：『転換期のドイツ音楽．アントン・ブルックナーとハンス・プフィッツナーに関する文化哲学的な人物研究』[Deutsche Musik der Zeitwende. Eine kulturphilosophische Persönlichkeitsstudie über Anton Bruckner und Hans Pfitzner. Hanseatische Verlagsanstalt, Hamburg 1937 (Deutsche Hausbücherei Band 579)].
- 1939：『ヨハネス・ブラームス．その本質と音楽史的意義』[Johannes Brahms. Sein Wesen und seine musikgeschichtliche Bedeutung. Bote und Bock, Berlin 1939].
- 1940：『アントン・ブルックナーの交響曲．入門』[Die Symphonien Anton Bruckners. Einführungen, Berlin 1940].
- 1941：『ハンス・プフィッツナー．図版入り伝記』[Hans Pfitzner. Sein Leben in Bildern. Mit 84 Abbildungen auf Tafeln, Bibliographisches Institut, Leipzig 1941].
- 1944：『ハンス・プフィッツナー．オマージュとしての人物像．友人・崇敬者の依頼により75歳の誕生日を記念して』[Hans Pfitzner : Ein Bild in Widmungen, anlässlich seines 75. Geburtstages im Auftrag seiner Freunde u. Verehrer. Hrsg. Walter Abendroth. Heling'sche Verlagsanstalt, Leipzig 1944].
- 1949：『音楽の生成と消滅』[Vom Werden und Vergehen der Musik, Hamburg 1949].
- 1952：『4人の音楽の大家．ブルックナー、マーラー、レーガー、プフィッツナー』[Vier Meister der Musik. Bruckner, Mahler, Reger, Pfitzner, München 1952].
- 1955：（編著）『ハンス・プフィッツナー．未公開・散逸の演説・執筆・書簡』[(Hg.:) Hans Pfitzner. Reden, Schriften, Briefe. Unveröffentlichtes und bisher Verstreutes, Berlin 1955].
- 1958：『ブルックナー．図版入り伝記』[Bruckner. Eine Bildbiographie, München 1958].
- 1959：『音楽の小史』、1969：『音楽の簡略史』として再版[Kleine Geschichte der Musik, Frankfurt 1959. neubearbeitet als: Kurze Geschichte der Musik, München 1969, ISBN 3-7618-1213-2].
- 1963：『音楽の自死？　現代の作曲の理論、イデオロギー、フレーズ論』[Selbstmord der Musik? Zur Theorie, Ideologie und Phraseologie des modernen Schaffens, Berlin 1963].
- 1966：『好奇の者に警告する．批判的な時代観察者の追憶』[Ich warne Neugierige. Erinnerungen eines kritischen Zeitbetrachters. Verlag Hesse, München 1966].
- 1967：『アルトゥール・ショーペンハウアー』[Arthur Schopenhauer, Reinbek 1967 (Rowohlts Monographien, Band 133), ISBN 3-499-50133-3].
- 1969：『ルドルフ・シュタイナーと今日の世界．人類の未来に関する議論に資して』[Rudolf Steiner und die heutige Welt. Ein Beitrag zur Diskussion um die menschliche Zukunft, München 1969].
- 1986：『輪廻転生』[Reinkarnation, Fischer Taschenbuchverlag, Frankfurt 1986].

### 共著
- 1935：『オペラ入門』[Ferdinand von Strantz: Opernführer. Nach neuzeitl. Richtlinien vollst. umgearb. u. bis auf d. neuesten Werke erg. von Walter Abendroth. Mit e. Geleitw. von E. N. von Reznicek u. 8 szen. Darstellungen. Weichert Verlag, Berlin 1935].